# Julebuk
En julebuk er (nu om dage) en gedebuk lavet af halm, der er bundet sammen med røde bånd.

## Oprindelse
Ifølge Holberg og folkemindeforskeren H.F.Feilberg var en julebuk tidligere en person, der optrådte forklædt som en gedebuk i julestuer og julelege. Julebukken kunne fx være forsynet med voldsomme attributter, der skulle understrege hans dyriske maskulinitet. En beretning fra staten af 1500-tallet fortæller om unge, der løb rundt i "rædegrimer og anden djævleham" og på den måde skræmte folk for sjov og lavede ballade. I folketroen var julebukken et overjordisk væsen i bukkeskikkelse, som man kunne påkalde sig i legen, og det er nærliggende at sammenligne bukken med den græske gud Pan eller en nordisk frugbarhedsskikkelse.
Traditionen med julebukke går tilbage til middelalderen og kendes stort set kun i Norden, men dens oprindelse er ukendt. Traditionen med julebukke af halm er dog først kendt i Danmark efter 1945, hvor der var en stærk tilstrømning af svenske juletraditioner.
Ifølge historikeren Troels Troels-Lund er julebukken en overlevering fra dyrkelsen af Thor, da julebukken undertiden var udstyret med en hammer. Julebukkens oprindelse er dermed et levn fra en gammel vikingeskik om at ofre en buk i julemåneden, som et symbol på tordenguden Thors bukke, for at få et godt år. Julebukkens oprindelse bliver dog også knyttet til middelalderens kirkelige julespil, der ofte inkluderede en hornet djævel, hvorfra der kan trækkes visse paralleller til julebukken.